# Kràsnaia Miza
Kràsnaia Miza (en rus: Красная Мыза) és un poble de l'óblast de Leningrad, a Rússia, que el 2017 no tenia cap habitant, pertany al districte de Vólossovo.